# Mythologie chibcha
La mythologie chibcha désigne les croyances précolombiennes de la culture chibcha, concernant les origines du monde (cosmogonie).

## Création de l'univers
Bagué (« Grand-Mère ») est le principe immatériel de la création; c'est la volonté, la pensée et l'imagination de toutes les choses à venir. Elle correspond au concept du tao dans la mythologie chinoise.
Le temps de unquyquie nxie (la première pensée) est le temps de l'origine cosmique, quand les pensées de Bagué sont devenues des actions. C'est le temps ou Bagué a créé les Constructeurs et leur a ordonné de créer à leur tour.

## Les constructeurs

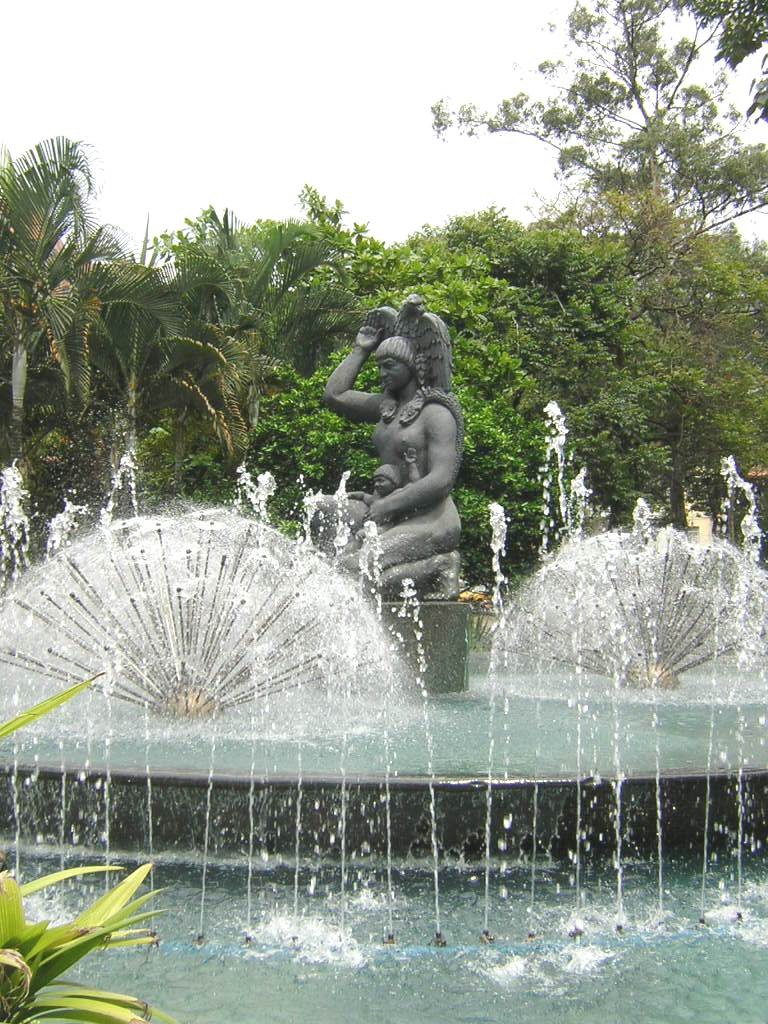
Monument à la déesse Bachué par Luís Horacio Betancur, Medellín (Colombie).

Les premiers dieux, les « Constructeurs » ont d'abord créé le premier Cuca, temple cérémonial.
Ces dieux étaient :
- Bachué (celle dont la poitrine est nue) : La déesse mère, qui sortit de l'inframonde pour donner naissance à la race humaine.
- Cuza (celui qui ressemble à la nuit) : Le principe mâle de la création.
- Chibchachum (celui qui tient la Terre) : Le législateur universel.
- Bochica (le père de la civilisation)
- Nemcatacoa
- la trinité Chiminigagua, constituée par les divinités  Chí, Chímini et Chiminigagua.

Ces dieux ont dansé la première danse Sas quyhynuca, sur la musique du tambour Eo, lors de la toute première cérémonie. Cette cérémonie a donné naissance à l'espace et au temps.
Puis les dieux ont créé les premiers matériaux de l'univers :
- Fiva, l'air
- Faova, le nuage cosmique
- Ie, la fumée.

Puis ils ont créé les six directions de la dimension de la matière, et au milieu du vide, ils ont créé le centre de la puissance Tomsa, (le nombril de l'univers). Mais, l'univers n'avait toujours pas de consistance, et ils attendirent de nombreux bxogonoas (Éons) avant  le sas bequia (le début du monde)

## Le commencement du monde
Le monde est né lorsque est apparue Chimi, la Pulpe; la première chose du monde. Puis, à l'intérieur de Tomsa, le nombril du monde, furent incubées les étoiles, la terre, les pierres et toutes les choses matérielles. Quand Tomsa fut plein, les graines de terre émergèrent et le reste fut expulsé au loin, formant la voie lactée. Les éléments furent distribués entre les divinités :
- La chaleur à Sua (Xué) le Soleil ;
- Le froid à Chía, la Lune ;
- Les nuages et la fumée à la Terre.

Mais tout n'était que graines et rien n'avait encore germé. Alors Mnya, l'or, l'énergie, s'unit avec Chimi, la pulpe, pour former Chímini, la force créatrice qui fit germer les graines de toutes les choses.

## La grande inondation
En réaction aux transgressions des lois divines, Chibchachum (celui qui tient la Terre), amena une grande inondation qui noya le monde et failli détruire la race humaine.
Alors, le dieu protecteur Bochica (le père de la civilisation) évacua les eaux par les chutes de Tequendama et enseigna aux hommes les bases de la civilisation : agriculture, religion, arts, artisanat. Lorsqu'il repartit pour son royaume céleste, un arc-en-ciel apparut et Bochica annonça une seconde venue, dans un lointain futur, marqué par la mort et les maladies.
Ces récits présentent des similitudes avec ceux de la Genèse et de l'Apocalypse.

## Les dieux, objets et lieux sacrés

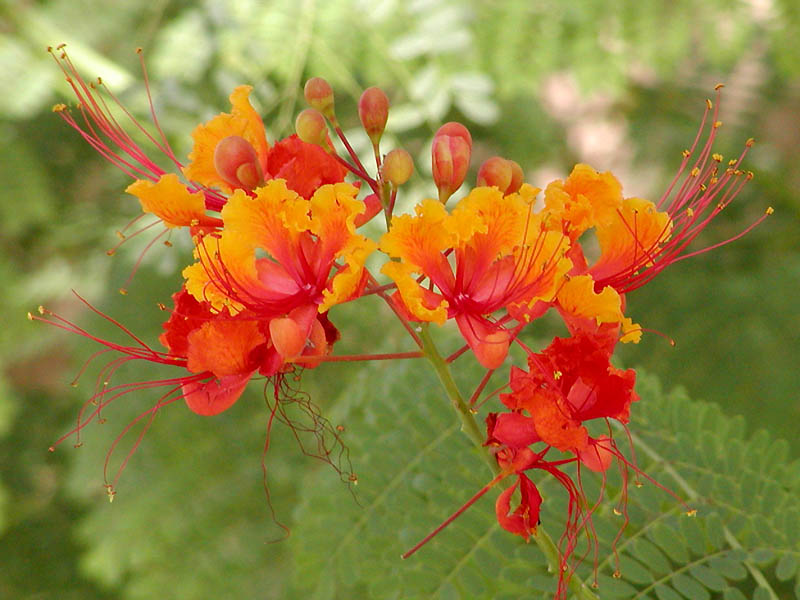
Arrayan (Luma apiculata) arbre sacré pour les Précolombiens

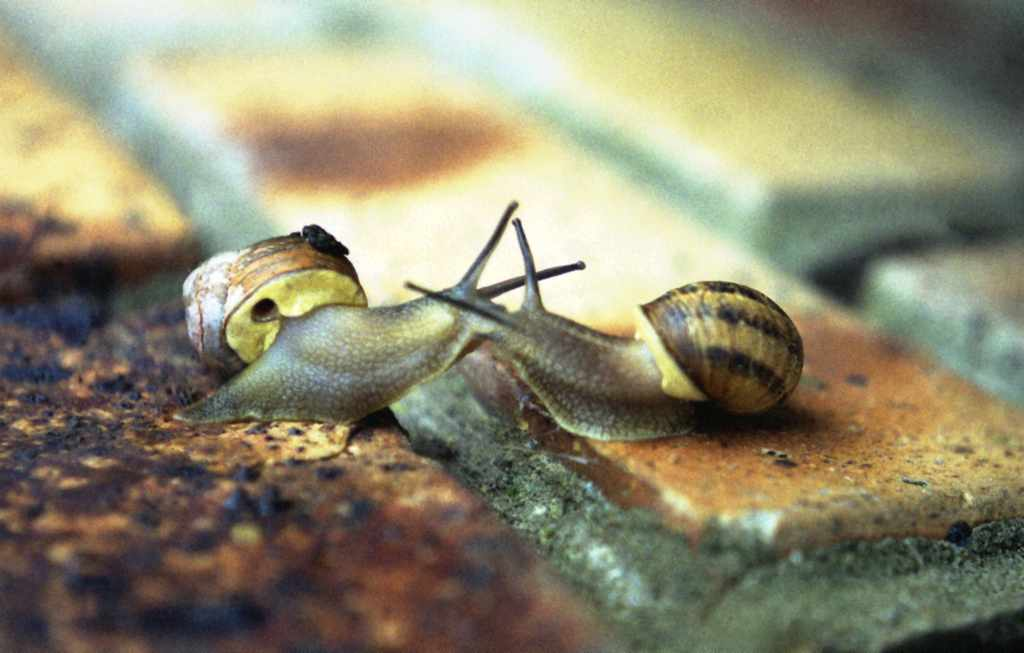
Biza

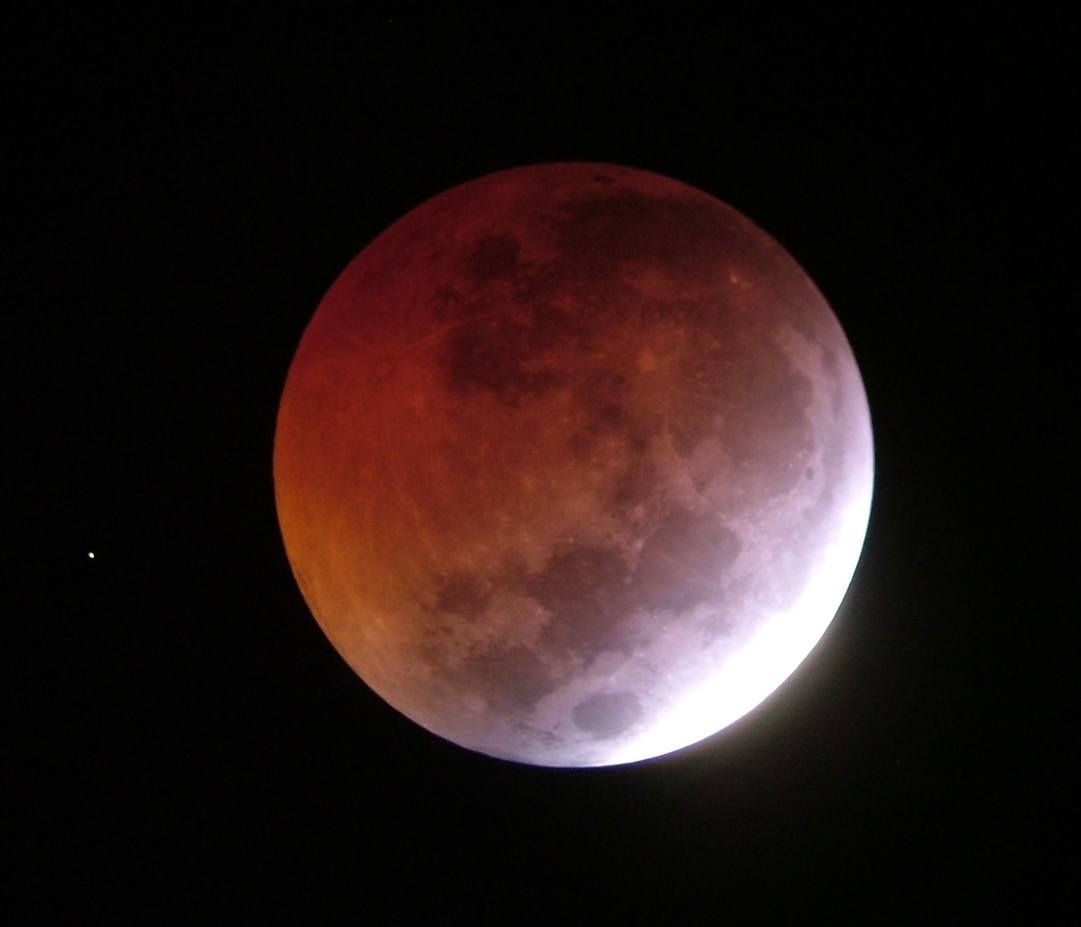
Chia

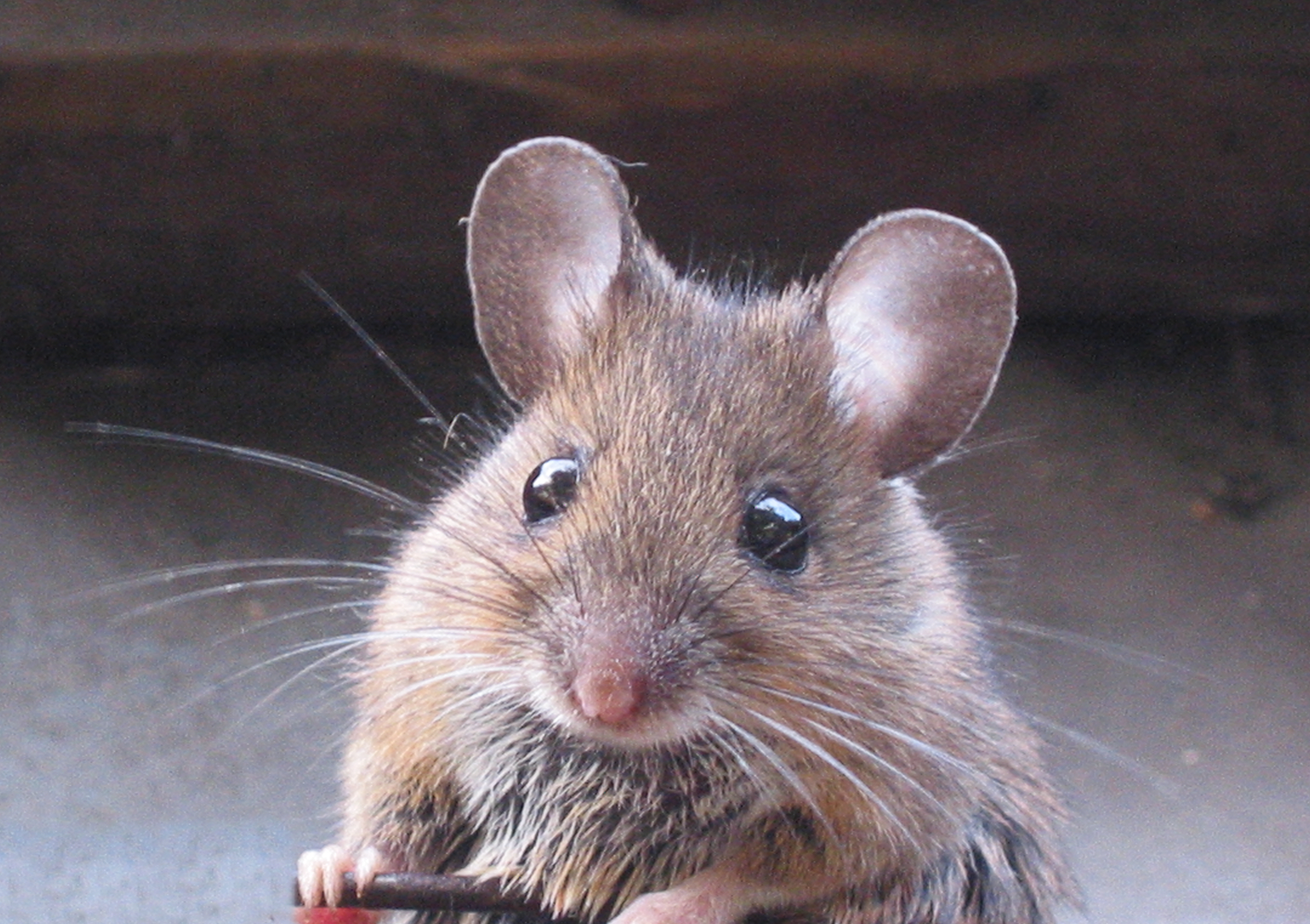
Chuhuia

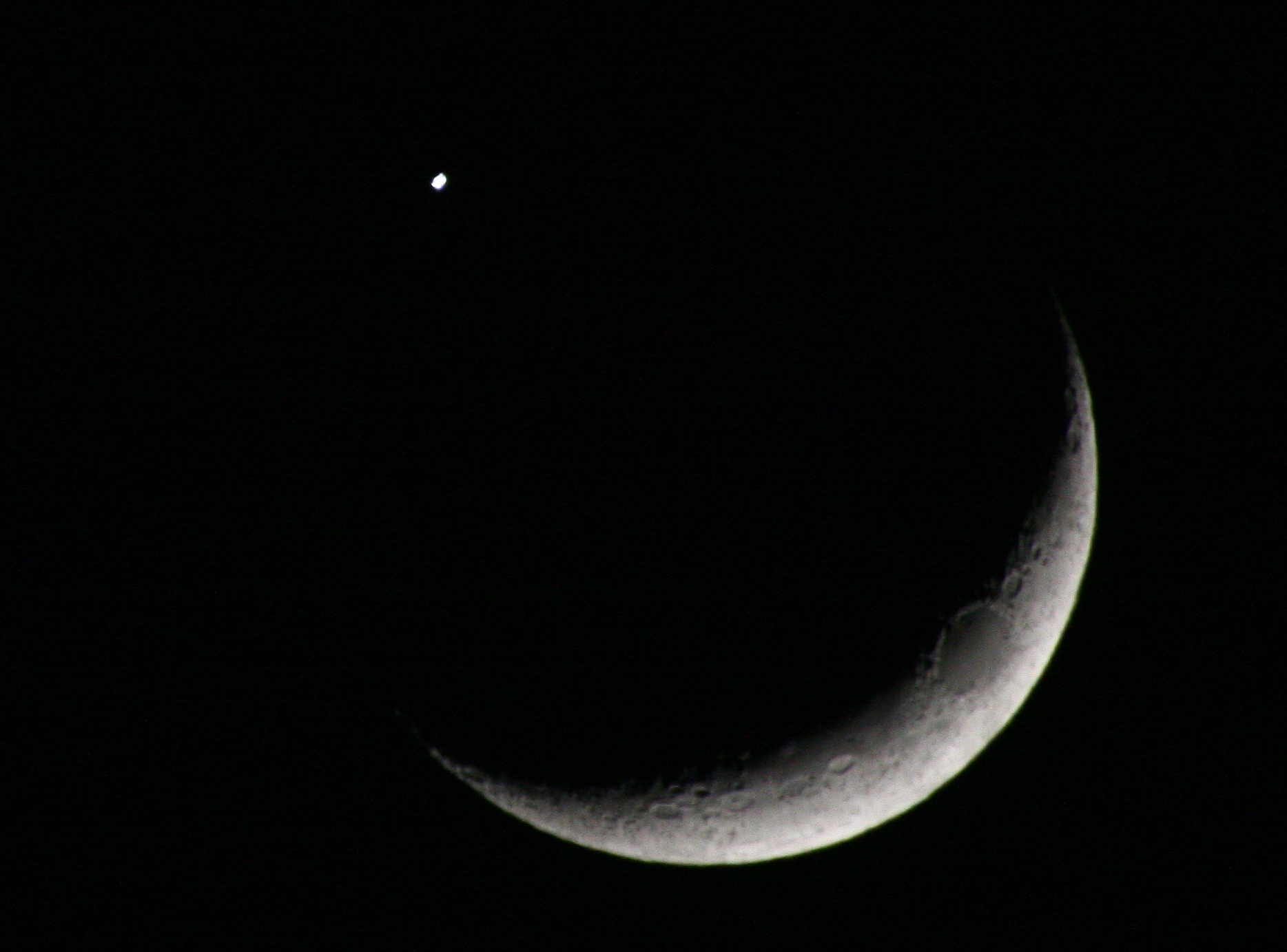
Fagua

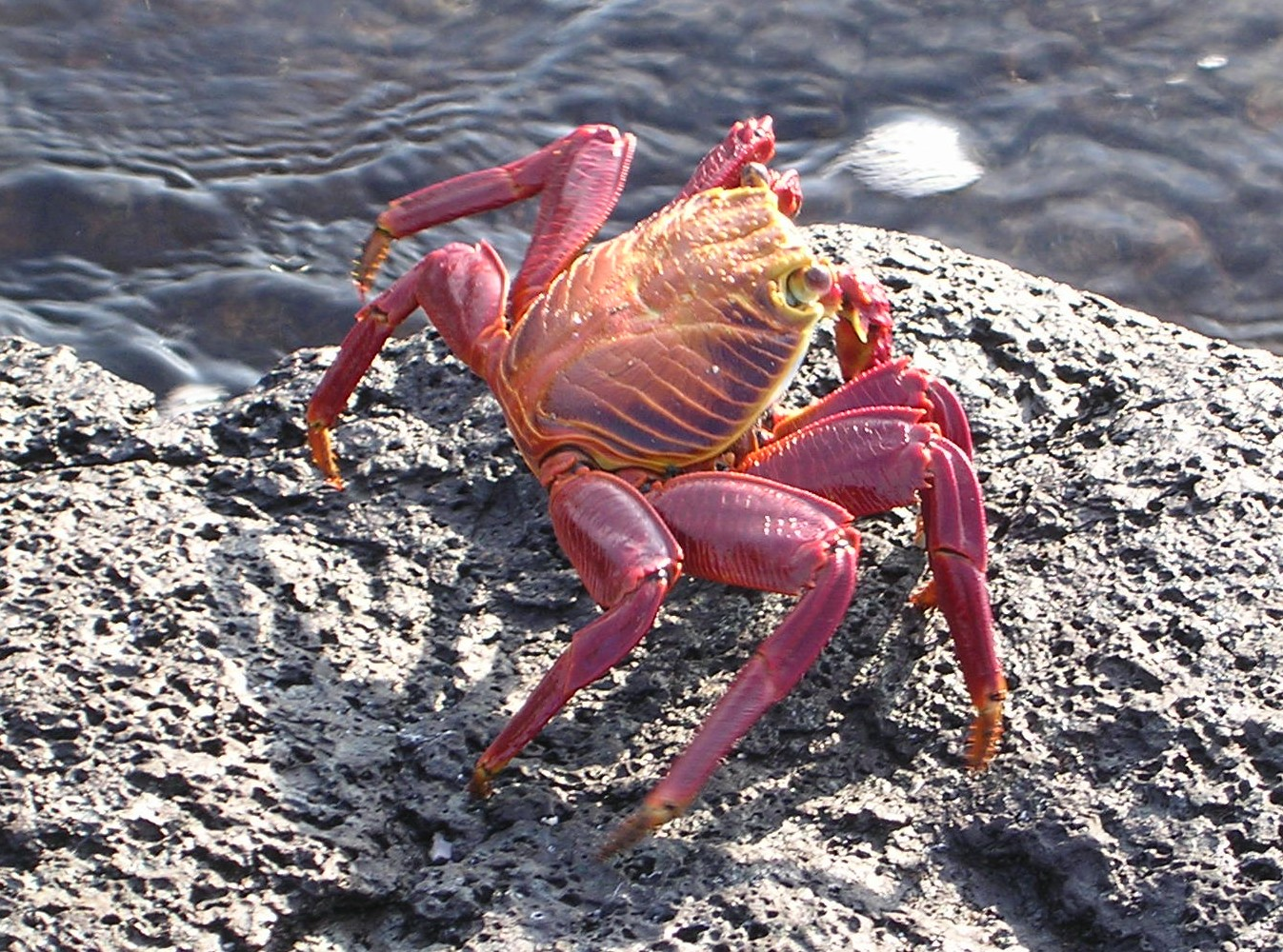
Fupqua

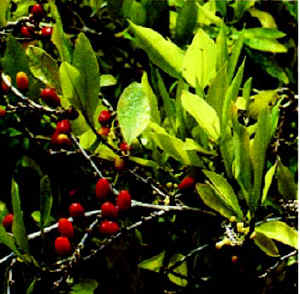
Hayo

Les indigènes précolombiens ont assimilé des forces de la nature, des animaux, des plantes et des lieux à leurs différents dieux :
- Aba : Le maïs
- Ana : la grande cuillère pour battre la chicha
- Bachué : La mère de l'Humanité
- Bague : La Grande-mère, esprit de l'univers
- Biza : L'escargot
- Bochica : Le père de l'Humanité
- Bxogonoa : Cycle de temps marquant les générations
- Chía : La Lune
- Chibchachum : L'organisateur du monde (celui qui soutient la terre)
- Chíe : L'ortie
- Chiguacá: La verdolaga Portulaca oleracea
- Chiinegüi: Le petit poisson capitaine
- Chimi : La pulpe, le premier être
- Chímini : La lumière dorée.
- Chiminigagua : La pulpe dorée, la force de la création
- Chuhuia : La souris
- Chyquy : Les prières du calendrier
- Cona : Le sac à dos
- Cuca : L'école du cérémonial de l'apprentissage
- Cuza : Celui qui est noir comme la nuit
- Cuza fiba, Chuchaviva : L'arc-en-ciel (chuquy). Le signe de la mort.
- Fanzaquia : La moisson.
- Faoba : Le nuage
- Fagua : L'étoile du matin, Vénus
- Fiva : L'air
- Fo : L'esprit de la musique
- Fupqua : Le crabe
- Gacha : Le pot de chicha
- Gata : Le feu
- Guaquy : Le mastuerzo  (Lepidium sativum)
- Guayacán : L'arbre guayacan  (Caesalpinia)
- Guamuyhyca : Le poisson capitaine noir
- Guayque : Le chef
- Guecha, Güecha : Le gardien
- Gue mny muy: La maison des ornements sacrés
- Hayo : La plante de coca
- Hosca : La plante de tabac
- Ie : Le chemin, la fumée
- Iomza : La pomme de terre
- Iosua : Le têtard
- Itugue : Le vide
- Mnya : L'or, l'énergie
- Mocoba : L'espeletia
- Mohanes : Les prières du culte de l'eau
- Muyquyta, Muequetá : La terre sacrée. (La savane Baccata, emplacement actuel de Bogota.)
- Nemcatacoa : Le protecteur du métier à tisser
- Opaguegue : Maison de la Lune
- Poporo : Calebasse contenant la chaux, instrument indispensable pour la cérémonie du Hayo (mastication de la coca).
- Quemes : Les Messagers
- Quincha : Le colibri
- Quizo : La perdrix
- Saga : Le cérémonial du jeûne
- Sie : L'eau
- Simte : Le hibou
- Sua ou Xué : Le Soleil
- Sue : Le perroquet, mari de Bachué, parfois représenté comme un enfant dans ses bras.
- Suhuzy mny : La maison des ornements guerriers
- Sumguy : La tourterelle oreillarde  Zenaida auriculata
- Sumne : Le canard
- Suquysca : La plante Sonchus
- Tegua : Le guérisseur
- Timaná : La coupe cérémoniale
- Titua : Maison des plumes
- Tymanzo : Le vautour
- Tyba : le propriétaire du savoir.
- Tyhyquy : La stramoine ou « pomme-épineuse » ou « herbes-aux-taupes » ou « chasse-taupe » ou « herbe du diable » ou « endormeuse » ou « Jimson weed » ou « pomme poison » ou « trompette des anges » ou « trompette de la mort » (Datura stramonium)
- Uaia, Guaia: La mère, la femme
- Ubzaque, Uzaque : Les grands chefs
- Yopo : La « plante du savoir » ou la « porte de la connaissance »
- Zasca : La première moitié de la nuit

## Sources et références
- (es) http://www.observatorio.unal.edu.co/arqueoastronomia/articulos/bachue.pdf
- (es) http://www.colombiaaprende.edu.co/html/sitios/1610/article-72982.html